# Liste de monuments béarnais
Le Béarn comporte de nombreux monuments remarquables par leur architecture et leur histoire. Qu'ils soient civils ou religieux, ces monuments ont su résister au temps pour faire partie du patrimoine béarnais actuel. Cette liste de monuments béarnais a été réalisé par types, une liste de musées a également été réalisée.

## Monuments civils
- Château d'Angaïs
- Château d'Arricau-Bordes
- Château d'Arros
- Château de Gassion à Audaux
- Château de Bellocq
- Château de Béost
- Château de Brassalay à Biron
- Dolmen de Buzy
- Château de Coarraze
- Château de Corbère-Abères
- Arènes de Garlin
- Haras national de Gelos
- Menhir de Ger
- Château de Laàs
- Cité médiévale de Lescar
- Château de Mascaraàs
- Château de Momas
- Château de Montaner
- Château de Morlanne
- Château de Navailles-Angos
- Citadelle fortifiée de Navarrenx
- Maison carrée de Nay
- Tour de Grède d'Oloron-Sainte-Marie
- Château de Moncade à Orthez
- Maison de Jeanne d'Albret à Orthez
- Pont-Vieux d'Orthez
- Boulevard des Pyrénées à Pau

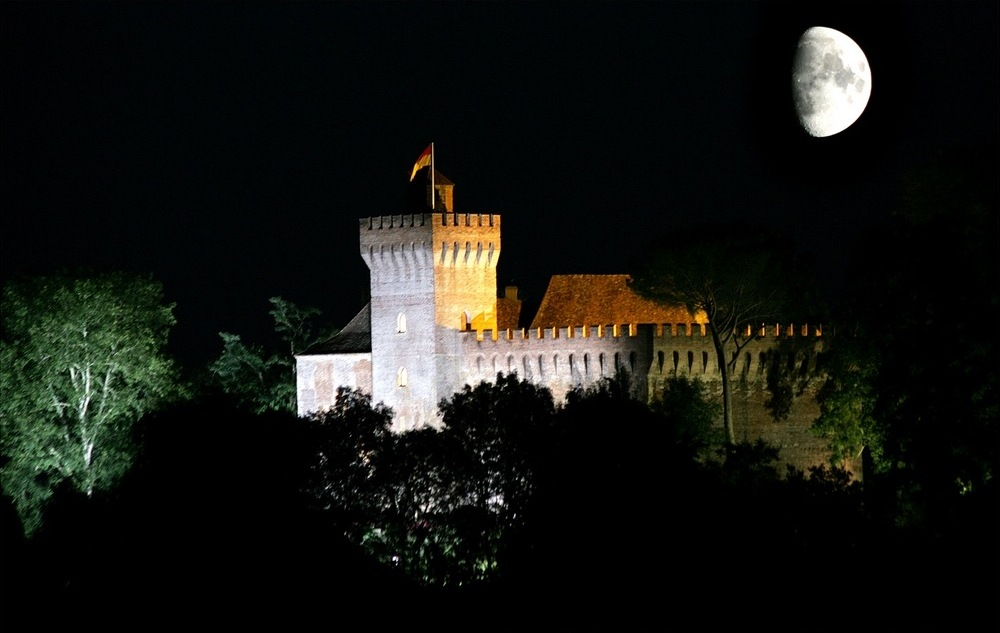
Château de Morlanne

- Château de Pau et le quartier historique
- Funiculaire de Pau
- Palais Beaumont et le casino de Pau
- Pavillon des Arts de Pau
- Villas anglaises de Pau
- Vieille tour de Pontacq
- Fort du Portalet
- Château de Bitaubé à Rébénacq
- Établissement thermal de Salies-de-Béarn
- Hôtels de Salies-de-Béarn
- Château de Sault à Sault-de-Navailles
- Château de Montréal de Sauveterre-de-Béarn
- Pont de la Légende de Sauveterre-de-Béarn
- Château de Viven

## Monuments religieux
- Chapelle Saint-Saturnin d'Accous

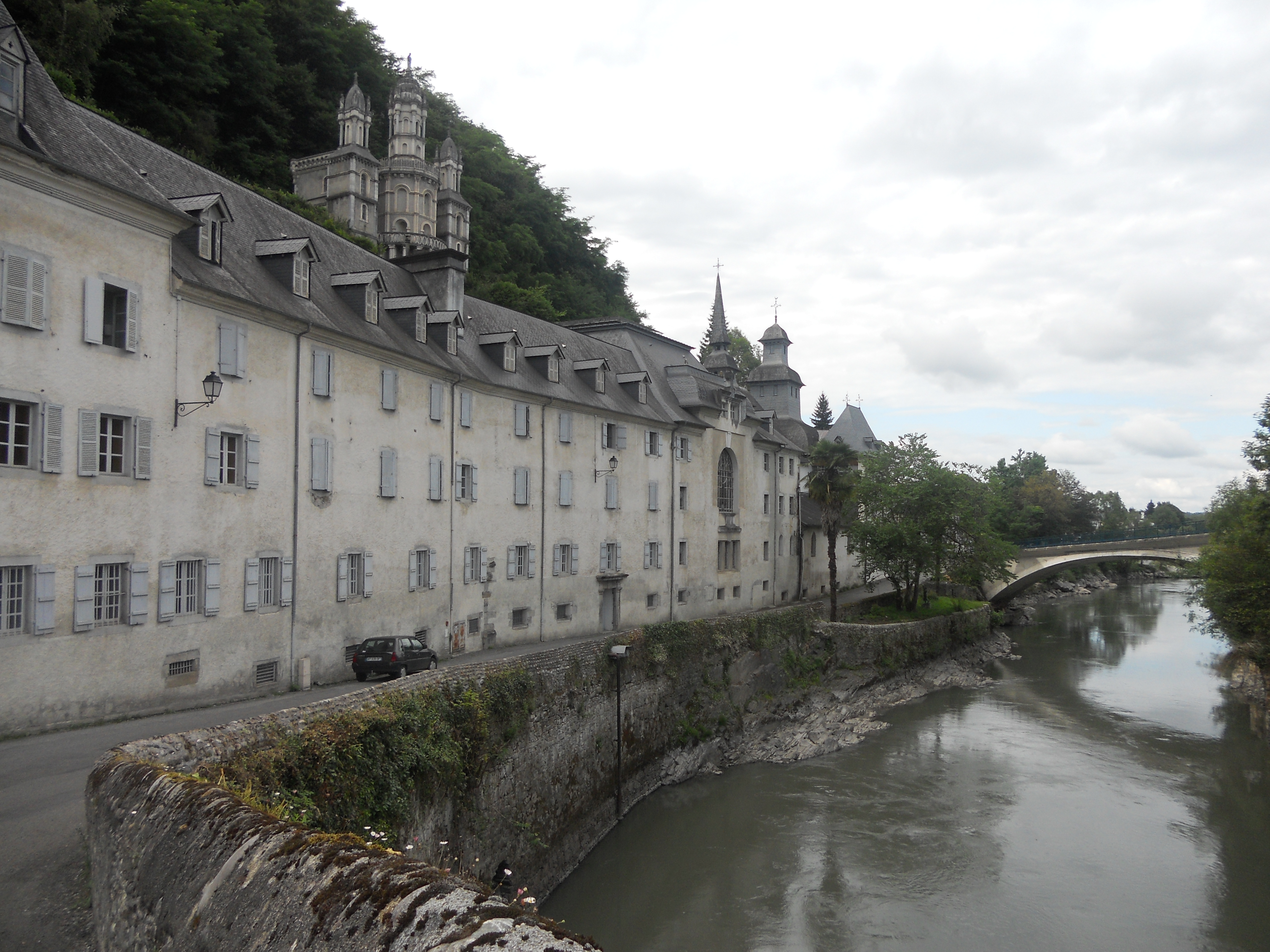
Les sanctuaires de Bétharram

- Commanderie de Caubin à Arthez-de-Béarn
- Les sanctuaires de Bétharram
- Église Saint-Jean-Baptiste de Diusse
- Commanderie des Templiers de Lacommande
- Église Notre-Dame-de-l'Assomption à Lembeye
- Cathédrale Notre-Dame-de-l'Assomption de Lescar
- Église Saint-Vincent à Lucq-de-Béarn
- Église Saint-Girons de Monein
- Église Sainte-Foy de Morlaàs
- Église Saint-Laurent de Morlanne
- Cathédrale Sainte-Marie d'Oloron
- Église Sainte-Croix d'Oloron-Sainte-Marie
- Chapelle de Piétat à Pardies-Piétat
- Église Saint-Jacques de Pau
- Église Saint-Martin de Pau
- Église Saint-Jean-Baptiste de Saint-Gladie
- Prieuré et cloître de Sarrance
- Abbaye de Sauvelade
- Église Saint-André de Sauveterre-de-Béarn
- Église Saint-Pierre de Simacourbe

## Musées
- Maison du Barétous d'Arette
- Maison d'Ossau d'Arudy
- Musée du foie-gras de Bénéjacq
- Musée gallo-romain de Claracq

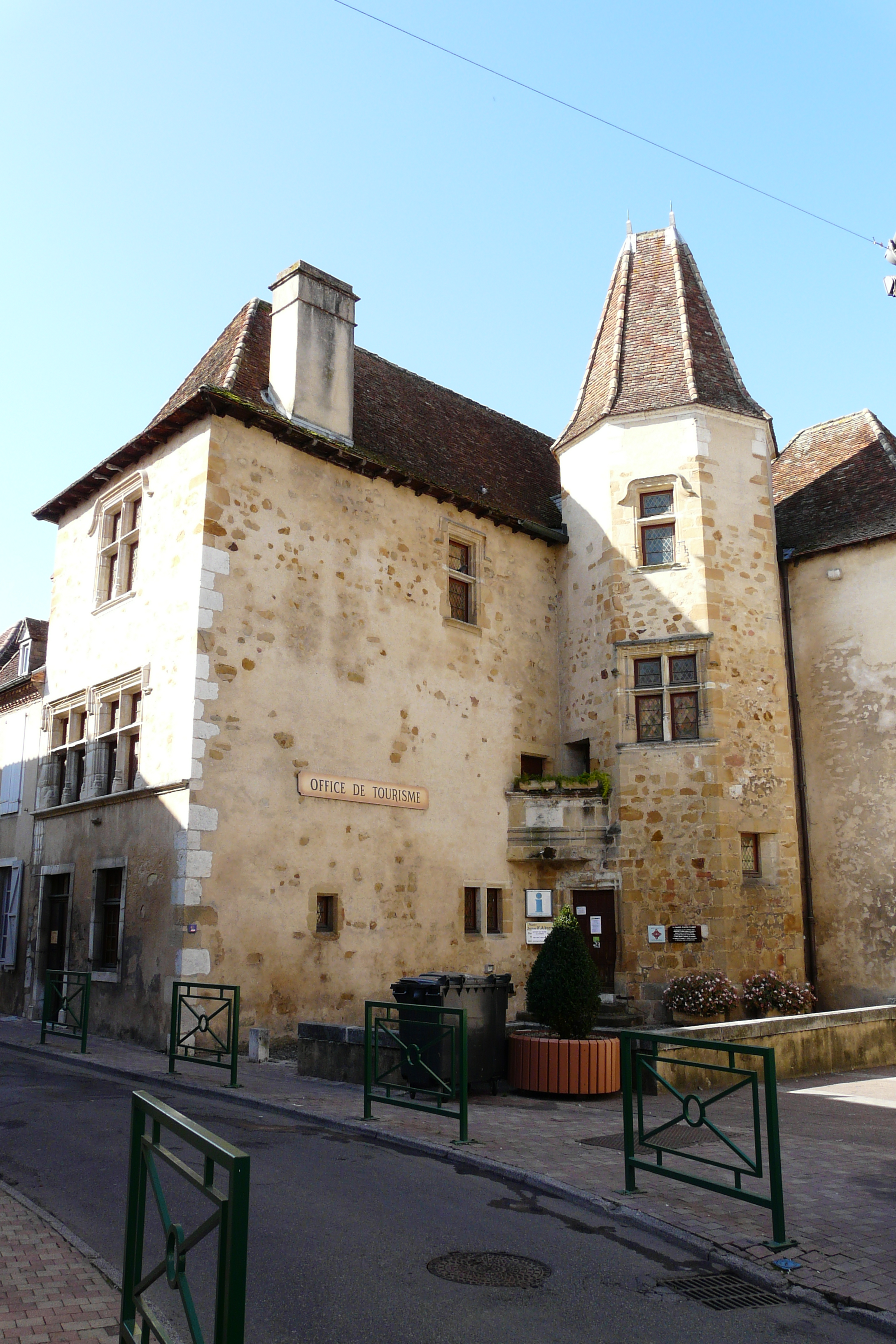
Musée Jeanne d'Albret

- Maison du parc national des Pyrénées d'Etsaut
- Musée art et culture de Lescar
- Musée de la congrégation de Lestelle-Bétharram
- Musée béarnais de Nay
- Musée du béret[1] de Nay
- Maison du patrimoine d'Oloron-Sainte-Marie
- Musée Francis Jammes d'Orthez
- Musée Jeanne d'Albret d'Orthez
- Musée des beaux-arts de Pau
- Musée Bernadotte de Pau
- Musée national du Château de Pau
- Musée des parachutistes de Pau
- Musée de la résistance et de la déportation de Pau
- Musée du sel et des traditions béarnaises à Salies-de-Béarn

## Autres lieux

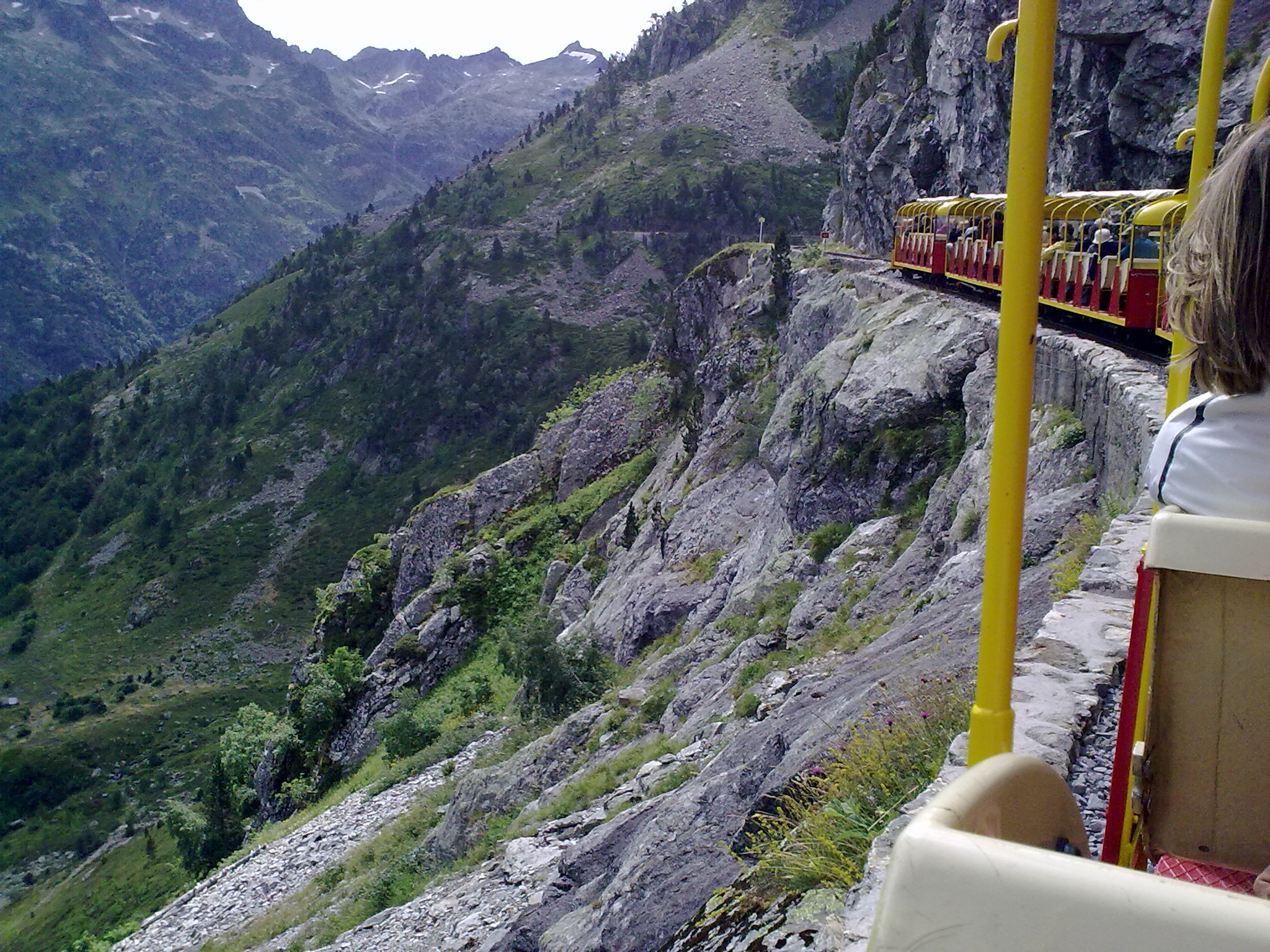
Le petit train d'Artouste

- Petit train d'Artouste : il s'agit de l'une des lignes ferroviaires touristiques les plus hautes du Monde ;
- Zoo d'Asson ;
- Réserve naturelle de nidification des vautours fauves d'Aste-Béon ;
- Grottes de Bétharram : réseau de grottes dont l'entrée se fait en Béarn et la sortie en Bigorre ;
- Parc'Ours de Borce ;
- Gouffre de la Pierre-Saint-Martin : avec notamment la salle de la Verna ;